# Martin Atanasov
Martin Čavdarov Atanasov (in bulgaro Мартин Чавдаров Атанасов?; Sofia, 19 gennaio 2002) è un calciatore bulgaro, centrocampista del CSKA 1948 Sofia II.

## Carriera

### Club
Cresciuto nel settore giovanile dello Slavia Sofia, ha esordito in prima squadra il 9 agosto 2019 disputando l'incontro di Părva liga vinto 2-1 contro l'Etăr.

### Nazionale
Ha giocato nelle nazionali giovanili bulgare Under-17, Under-19 ed Under-21.

## Statistiche

### Presenze e reti nei club
Statistiche aggiornate al 16 aprile 2022.
| Stagione        | Squadra         | Campionato      | Campionato | Campionato | Coppe nazionali | Coppe nazionali | Coppe nazionali | Coppe continentali | Coppe continentali | Coppe continentali | Altre coppe | Altre coppe | Altre coppe | Totale | Totale |
| Stagione        | Squadra         | Comp            | Pres       | Reti       | Comp            | Pres            | Reti            | Comp               | Pres               | Reti               | Comp        | Pres        | Reti        | Pres   | Reti   |
| --------------- | --------------- | --------------- | ---------- | ---------- | --------------- | --------------- | --------------- | ------------------ | ------------------ | ------------------ | ----------- | ----------- | ----------- | ------ | ------ |
| 2019-2020       | Slavia Sofia    | 1L              | 4          | 0          | CB              | 0               | 0               |                    | -                  | -                  |             | -           | -           | 4      | 0      |
| 2020-2021       | Slavia Sofia    | 1L              | 4          | 0          | CB              | 1               | 0               | UEL                | 0                  | 0                  |             | -           | -           | 5      | 0      |
| 2021-2022       | Slavia Sofia    | 1L              | 18         | 1          | CB              | 2               | 0               |                    | -                  | -                  |             | -           | -           | 20     | 1      |
| Totale carriera | Totale carriera | Totale carriera | 26         | 1          |                 | 3               | 0               |                    | 0                  | 0                  |             | -           | -           | 29     | 1      |